# Milevsko
Milevskoⓘ (niem. Mühlhausen) − miasto w Czechach, w kraju południowoczeskim. Według danych z 31 grudnia 2003 powierzchnia miasta wynosiła 4 230 ha, a liczba jego mieszkańców 9 343 osób.

## Demografia
| Rok             | 1970  | 1980  | 1991  | 2001  | 2003  |
| --------------- | ----- | ----- | ----- | ----- | ----- |
| Liczba ludności | 7 553 | 9 238 | 9 782 | 9 486 | 9 343 |

## Kolej
Obsługę połączeń kolejowych w mieście zapewnia stacja Milevsko.

## Współpraca
Miejscowość partnerska::
- Münchenbuchsee, Szwajcaria

## Linki zewnętrzne

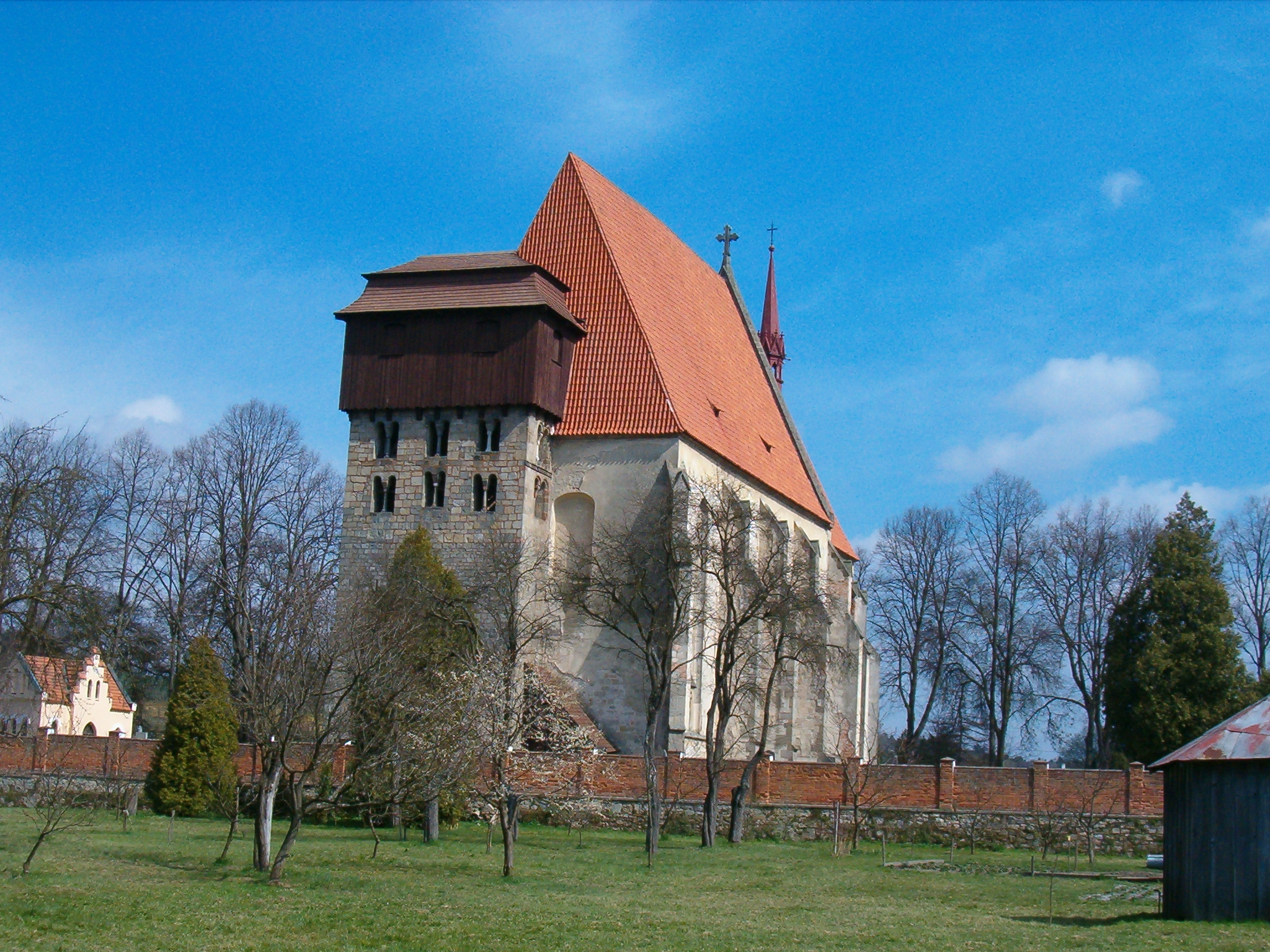
Kościół św. Idziego